# Elvir Laković
Elvir Laković, también conocido como Laka, es un cantante de origen bosnio nacido en Goražde. De pequeño estudió guitarra en una escuela de música, pero intentó evitar la enseñanza estrictamente clásica ya que prefería tocar canciones pop que le gustaban.
En su primera etapa como músico tocaba música folk en los cafés de Goražde por dinero, y en sus propios conciertos tocaba rock and roll.
Con el nombre artístico Laka grabó en 1998 su primera canción Malo sam se razočar'o (Me he "decepcionao" un poco), que en 2003 ganó el premio de la música bosnio a la mejor canción rock del año. La canción relanzó su carrera en su país. Sus canciones más conocidas son Vještica (Bruja), Mor'o (Tuve que) y Piškila (Te has hecho pis).
En 2004, Laka fue a Nueva York e intentó formar una banda, pero volvió a Bosnia y Herzegovina tras dos años y medio. Otra vez en casa sacó su primer álbum, Zec (Conejo), que después fue grabado en Croacia.
Con su originalidad Laka se hizo famoso en Bosnia y Herzegovina con un gran número de detractores, pero siempre ha dicho que le gustaban cosas nuevas y experimentales.
Elvir Laković representó a Bosnia y Herzegovina en el Festival de la Canción de Eurovisión 2008. En la primera semifinal quedó noveno con 72 puntos, logrando la clasificación para la final. En la final quedó décimo con 110 puntos.

## Discografía

### Sencillos (Selección)
- 2008: "Pokušaj"
- 2016: "Malokrvna"

### Álbumes
- 2007: ZEC
- 2010: Stvorenje

| Predecesor: "Rijea bez imena" Marija Šestić | Bosnia y Herzegovina en el Festival de Eurovisión 2008 | Sucesor: "Bistra voda" Regina |